# Афинский олимпийский спортивный комплекс
Афинский олимпийский спортивный комплекс имени Спиридона Луиса (греч. Ολυμπιακό Αθλητικό Κέντρο Αθηνών "Σπύρος Λούης"), или OAKA (Ο.Α.Κ.Α.) — спортивный комплекс в Греции. Располагается на проспекте Кифисьяс в афинском пригороде Амарусионе в Северных Афинах в Аттике. 
Принимал Средиземноморские игры 1991 года, Чемпионат мира по лёгкой атлетике 1997 года, Чемпионат мира по баскетболу 1998 года, конкурс «Евровидение-2006» и финал четырёх Евролиги 2007 года. Однако крупнейшим событием, главной площадкой которого был спорткомплекс, стали XXVIII летние Олимпийские игры в Афинах в 2004 году. Здесь состоялись праздничные церемонии открытия и закрытия игр и соревнования по около двум десяткам видам спорта. В 2000—2004 годах, накануне игр комплекс был полностью реконструирован по проекту испанского архитектора Сантьяго Калатравы.

## Площадки
Спортивный комплекс, кроме вспомогательных, включает пять основных площадок:
- Олимпийский стадион — вмещает 72 000 болельщиков;
- Олимпийский крытый зал, в котором происходили соревнования по гимнастике, прыжкам на батуте, проходили баскетбольные матчи. Вместимость зала — 19 250;
- Олимпийский аквацентр[греч.], который включает 3 бассейна вместимостью соответственно 11 500, 6200 и 5300;
- Олимпийский теннисный центр, объединяющий 16 теннисных кортов;
- Олимпийский велодром вместимостью до 5250 зрителей.

## Общественный транспорт
Комплекс обслуживают станции Линии 1 Афинского метрополитена и железной дороги «Проастиакос» — «Ирини» и «Нерандзиотиса», которые открыты в 2004 году.